# 顾况
顾况（?—约814年），字逋翁，或号华阳真逸、華陽山人，晚年自号悲翁，苏州海盐县恒山（今在浙江省海宁市境内）人，唐代官员、诗人。關於其家世，唐代的史料文件記載很少。其文學研究重視知人論世。他是一位富有獨創性的重要詩人，經歷過玄宗、肅宗、代宗、德宗、順宗、憲宗六朝，主要創作活動在代宗大曆、德宗貞元年間。少年時白居易就曾向他登門求教，也說明了在當時他的份量與地位。

## 生平
顾况生年史无记载。诸书或以顾况为《瘗鹤铭》作者而推算725年前后为生年，或以皇甫湜的序的明本推算727年前后为生年（但皇甫湜的序宋本为“以寿卒”，明本则是“以寿九十卒”），或根据顾况至德二年（757年）登进士及第的通常年龄（20-30岁）估计生年当在726-736年之间。而由其生年後推九十年，卒年約在元和中（815-816年）。
顧況出自吳郡顧氏，是儒學世族之家，歷代書香，有良好家世背景。但從顧況兄弟、父子皆仕途不順遂的情形來看，可知當時已由原來的世家大族降為庶族寒門。顧況德家在潤州丹陽小茅山中，那裡的道觀就是他讀書的好去處，且茂山上濃重的道教氛圍加上元陽觀直接的環境薰陶下，顧況的道教修養得到良好的啟蒙。
唐肃宗至德二年（757年）进士，曾任校书郎、大理司直等职，贞元三年（787年）担任宰相韩滉的判官，随其到江南主持督运钱粮，韩滉死后任著作佐郎，被人排挤，改任江南郡丞，他在仕途上并无大的建树。晚年隱居茅山，“鍊金拜斗，身輕如羽”，元和十五年（820年）尚在世，享寿九十四歲。有子顾非熊。顾况的妹妹为宰相吕諲的妻子。

## 評價
《舊唐書》中說到顧況敢於嘲笑群貴，自負自大，喜怒皆形於色，蔑視禮法，等等。

## 文學作品
顧況一生經歷了六朝，親眼目睹戰爭的殘酷，政治的腐敗，社會的瘡痍，時代與家族感的責任賦予他使命感，使他具有強烈的功名意識與劑事熱情，藉著從軍行和塞上曲等樂府就提來表達他的情懷。
顾况诗不避俚俗，质朴平易，通俗流畅，继承杜甫的现实主义传统，是新乐府诗歌运动的先驱。著有诗集20卷，《全唐诗》录有其诗239首，其中较著名的有《海鸥咏》、《华阳集》、《画评》、《文论》等。善画山水，并著有《画评》、《文论》等著作，可惜均已失传。

## 轶事
白居易十六岁赴京城长安（今西安）应考。考前，白居易将己作《赋得古原草送别》诗，呈递给顾况看。顾况看了诗歌作者署名后，笑道：“长安百物贵，居大不易！”，為此句的典故由來。然而当他读到诗中“野火烧不尽，春风吹又生”的诗句，又惊又喜，道：“有句如此，居天下何难！”白居易果中进士。此事传为美谈。